# Valkenburg (Amsterdam)
Valkenburg est un quartier de l'arrondissement Centrum d'Amsterdam, aux Pays-Bas. Bien qu'elle soit aujourd'hui une presque-île, elle faisait partie, avec Uilenburg et Rapenburg des trois îles artificielles situées à l'est de l'actuel Oudeschans qui furent aménagées et rattachées à la ville dans le cadre du « Deuxième plan d'expansion » (Tweede uitleg), vers 1600.
L'origine du nom de l'île n'est pas connu avec certitude, mais il pourrait provenir d'une pierre de pignon. L'ancienne île est délimitée par le Rapenburgwal, le Uilenburgergracht, Markenplein et Rapenburgerstraat. La principale rue du quartier est Valkenburgerstraat. Les anciens bâtiments situés à l'est de cette rue furent détruits au lendemain de la Seconde Guerre mondiale, et finalement remplacés par des bâtiments modernes au cours des années 1990. Le marché aux puces de Waterlooplein fut déplacé vers Valkenburg entre 1977 et 1988, pendant les travaux de construction du Stopera. Depuis 1969, l'île constitue un axe de circulation important entre Weesperstraat et le IJ-tunnel.